# Фелдру (комуна)
Фелдру (рум. Feldru) — комуна у повіті Бистриця-Несеуд в Румунії. До складу комуни входять такі села (дані про населення за 2002 рік):
- Непос (1598 осіб)
- Фелдру (5488 осіб) — адміністративний центр комуни

Комуна розташована на відстані 336 км на північ від Бухареста, 17 км на північний схід від Бистриці, 93 км на північний схід від Клуж-Напоки.

## Населення
За даними перепису населення 2002 року у комуні проживали 7086 осіб.
Національний склад населення комуни:
| Національність | Кількість осіб | Відсоток |
| -------------- | -------------- | -------- |
| румуни         | 7081           | 99,9%    |
| німці          | 3              | < 0,1%   |
| угорці         | 2              | < 0,1%   |

Рідною мовою назвали:
| Мова      | Кількість осіб | Відсоток |
| --------- | -------------- | -------- |
| румунська | 7083           | > 99,9%  |
| угорська  | 2              | < 0,1%   |
| німецька  | 1              | < 0,1%   |

Склад населення комуни за віросповіданням:
| Релігія                             | Кількість осіб | Відсоток |
| ----------------------------------- | -------------- | -------- |
| православні                         | 5515           | 77,8%    |
| п'ятдесятники                       | 1274           | 18,0%    |
| греко-католики                      | 204            | 2,9%     |
| баптисти                            | 65             | 0,9%     |
| реформати                           | 3              | < 0,1%   |
| не релігійні                        | 3              | < 0,1%   |
| атеїсти                             | 2              | < 0,1%   |
| адвентисти                          | 1              | < 0,1%   |
| лютерани                            | 1              | < 0,1%   |
| лютерани (Аугсбурзького сповідання) | 1              | < 0,1%   |
| не вказали релігію                  | 2              | < 0,1%   |